# Новотроицк
Новотро́ицк — город в Оренбургской области (является самостоятельной единицей области), городской округ.
Муниципальное образование занимает площадь 35 234 га, из них: г. Новотроицк – 8421 га. Численность населения муниципального образования город Новотроицк по состоянию на 1 января 2022 года составляет 91 228 человек (в городской местности - 84609, в сельской местности - 6619). Город Новотроицк и подчиненные его администрации населенные пункты многонациональны. На момент переписи (14 октября 2010 года) в муниципальном образовании проживало 76 национальностей (из них 31 – малочисленные с населением 1-3 человека). Новотроицк находится в 276 км от областного центра. Город стоит на стыке Европы и Азии, граничит с Казахстаном. Протяженность границы Оренбургской области как субъекта Федерации с соседним государством составляет 1815 км. На востоке Новотроицк практически граничит с Орском: расстояние между городами 8,5 км
В состав муниципального образования город Новотроицк входят поселки: Аккермановка, Новорудный, Новоникольск, разъезд №213, Губерля, Пригорное, Крык-Пшак, Хабарное, Старая Аккермановка.
Распоряжением Правительства РФ от 29 июля 2014 года № 1398-р «Об утверждении перечня моногородов» город включён в категорию «Монопрофильные муниципальные образования Российской Федерации (моногорода) с наиболее сложным социально-экономическим положением».

## География
Новотроицк расположен в южных отрогах Уральских гор, в 159 км от Актобе, в 594 км от Челябинска, в 852 км от Екатеринбурга, в 1824 км от Москвы.
Климатические условия характеризуются холодными зимами с температурами до -25 градусов и жарким, сухим летом с температурой до +33. Связано это с нахождением города в резко континентальной климатической зоне. Зимы суровы, порой многоснежны, с буранами и заносами. Лето сухое, дождей мало, характерны горячие, сухие ветра. Среднегодовая температура воздуха +2,8. В июле-августе наблюдаются ливневые дожди.
Новотроицк находится в часовой зоне МСК+2. Смещение применяемого времени относительно UTC составляет +5:00.

## История
Поселок Новотроицк образовался в начале XX века путем соединения четырех хуторов: Сильнова, Аккермановского, Белошапочного и Хабарного. Его основали крестьяне - переселенцы в память о селе Троицком, откуда они приехали на Южный Урал, назвали свое поселение Ново-Троицкое.
Осенью 1929 года геолог И. Л. Рудницкий открывает Халиловское месторождение бурых железняков. Халиловская руда оказалась редкостной по своему составу: она содержала хром, никель, титан, марганец.
В июне 1931 года Правительством принимается решение о начале строительства на базе халиловских руд и карагандинских углей крупного металлургического комбината.
15 января 1941 года Ново-Троицк переведён в разряд рабочих посёлков и передан из Халиловского района в подчинение Орскому горсовету.
13 апреля 1945 года Новотроицк получил статус города областного подчинения.
1954 году пущен в строй хлебозавод.
5 марта 1955 года на Орско-Халиловском металлургическом комбинате (ОХМК) был получен первый чугун.
5 ноября 1956 года открылась трамвайная система.
1958 году - выдана первая сталь.
25 марта 1963 года был принят в эксплуатацию Новотроицкий завод хромовых соединений.

## Население
| 1939     | 1959     | 1962     | 1967     | 1970     | 1975     | 1976     | 1979     | 1982     |
| -------- | -------- | -------- | -------- | -------- | -------- | -------- | -------- | -------- |
| 3000     | ↗54 484  | ↗69 000  | ↗82 000  | ↗83 439  | ↗91 000  | →91 000  | ↗94 647  | ↗100 000 |
| 1985     | 1986     | 1987     | 1989     | 1990     | 1991     | 1992     | 1993     | 1994     |
| ↗106 000 | ↘105 000 | →105 000 | ↗106 084 | ↗107 000 | ↗108 000 | ↘107 000 | ↗108 000 | ↗109 000 |
| 1995     | 1996     | 1997     | 1998     | 1999     | 2000     | 2001     | 2002     | 2003     |
| ↗110 000 | ↗111 000 | ↘110 000 | →110 000 | ↘109 700 | ↘109 600 | →109 600 | ↘106 315 | ↘106 100 |
| 2004     | 2005     | 2006     | 2007     | 2008     | 2009     | 2010     | 2011     | 2012     |
| ↘105 700 | ↘104 900 | ↘103 900 | ↘103 200 | ↘102 200 | ↘101 313 | ↘98 173  | ↗98 200  | ↘96 546  |
| 2013     | 2014     | 2015     | 2016     | 2017     | 2018     | 2019     | 2020     | 2021     |
| ↘95 095  | ↘93 578  | ↘91 640  | ↘89 905  | ↘88 216  | ↘86 474  | ↘84 897  | ↘83 647  | ↘75 960  |
| 2024     | 2025     |          |          |          |          |          |          |          |
| ↘74 469  | ↘73 994  |          |          |          |          |          |          |          |

На 1 января 2025 года по численности населения город находился на 222-м месте из 1124 городов Российской Федерации.

## Экономика

### Промышленность
Новотроицк является индустриально-промышленным центром Оренбургской области. Структура экономики ориентирована на обрабатывающую промышленность, основу которой составляет черная металлургия, а также предприятия химической отрасли, стройиндустрии, пищевой и перерабатывающей промышленности. В городе более 500 предприятий торговли и 170 предприятий общепита.
Новотроицк – моногород. Градообразующим предприятием является металлургический комбинат АО «Уральская Сталь» (Орско-халиловский металлургический комбинат), где трудятся более 9000 человек. Развитие города, его инфраструктура по сей день определяются состоянием АО «Уральская Сталь», на долю которого приходится почти 90 % всего объёма производства промышленной продукции города. Комбинат входит в восьмёрку крупнейших предприятий чёрной металлургии России, и в рейтинге 200 родственных предприятий по объёму реализуемой продукции занимает 23 место. Перечень его продукции весьма обширен, достаточно сказать, что это единственное в мире предприятие, производящее литейный природно-легированный, хромо-никелевый чугун из руды собственных месторождений.
Город Новотроицк является промышленным городом, на его землях действует 20 крупных и средних предприятий, на которых занято более 30 тысяч человек. Экономику города в значительной мере определяет промышленность, на её долю приходится 95,8 % от общего объёма выпускаемых товаров и услуг. Численность занятых в экономике города – 52,8 тыс.чел. или 45,1% от общего числа граждан. На территории города осуществляют свою деятельность 348 малых предприятий, 2500 индивидуальных предпринимателей. Малым бизнесом создано 7000 рабочих мест.
Предприятиями обрабатывающей промышленности за 2009 год отгружено продукции собственного производства по чистым видам деятельности на сумму 54,24 млрд руб. Наибольший удельный вес в объёме отгруженной продукции по виду деятельности «Обрабатывающие производства» приходился на организации металлургического комплекса — 75,3 %, на второй позиции — обработка отходов и лома чёрных металлов — 12,7 %, на третьей — производство пищевых продуктов, включая напитки — 3,8 %.
Среди предприятий города АО «Новотроицкий завод хромовых соединений», ООО «НСплав», АО «Новотроицкий цементный завод», ООО «Аккерманн цемент», ООО «Сборный железобетон», ООО ОУ «Южуралэлектромонтаж», ООО «Новокиевский щебёночный завод», АО «Новотроицкий комбинат хлебопродуктов», ООО «Молоко», ООО "Оренбургский пропант", предприятия исправительных учреждений ЮК 25/3, ЮК 25/5, ИТКП-11 и др.
НЗХС - единственное в России производство электролитического и рафинированного хрома, востребованного в атомной промышленности, авиа- и ракетостроении с потенциалом – 50% мирового рынка. До 2015 года похвастаться его производством могли только две страны в мире - Китай и Япония.
НСплав производит инновационную продукцию: дегазированный алюминотермический хром в виде таблеток, окись хрома металлургическую, ферромолибден.

### Транспорт
Через город проходит железная дорога Оренбург — Орск. В Новотроицке останавливаются все проходящие через него поезда дальнего следования, а также пригородные поезда (3 пары в день по состоянию на 2016 год). Ближайший аэропорт — Орск — находится в 20 км от Новотроицка.
В городе действуют маршрутки, автобусы и 4 трамвайных маршрутов:
- 1 «Депо - КХП», временно обслуживает по маршруту №4 в связи с заменой рельс на пути маршрута
- 2 «Рынок - ФЛЦ»
- 3 «Депо - Рынок»
- 4 «Депо - ФЛЦ»
- 5 «Рынок - КХП», снят с обслуживания.

Общая протяженность линии Новотроицкого трамвая - 30,5 км.

## Образование и наука
Новотроицк – образовательный центр. В городе действует многофункциональная система образования: 17 общеобразовательных школ, 1 интернат, 35 детских дошкольных учреждений, 3 учреждения дополнительного образования (центр развития творчества детей и юношества, станция детского юношеского туризма и экскурсий, станция юных техников); Новотроицкий политехнический колледж; строительный техникум; 2 ВУЗа (филиалы МИСиСа,  МИЭиП).

## Культура
Новотроицк – город с богатыми культурными традициями. Сегодня в городе действуют: дворец культуры металлургов (17 творческих коллективов имеют звание «Народный»), молодежный центр, музейно-выставочный комплекс, централизованная библиотечная система, которая включает в себя 12 филиалов, муниципальное учреждение «Детская школа искусств», муниципальные учреждения дополнительного образования: «Детская музыкальная школа», «Детская художественная школа».
Достопримечательностью города являются памятник-монумент «Вечно живым», памятник первостроителям города, расположенный рядом со стадионом «Юность» (Западный район), памятник воинам-интернационалистам, средняя школа № 23 имени 850-летия Москвы, памятник Марии Корецкой на месте её расстрела за селом Хабарное.
Парк Металлургов площадью 10,2 га расположен в историческом центре города, гранича с жилыми и промышленными районами. На газонах расположены скульптуры животных, есть летний кинотеатр, баскетбольный корт, фитнес-зона с тренажерами, уголок для скейтеров и роллеров, столы для любителей пинг-понга под навесом, карусели. У центрального входа работает фонтан, недалеко танцплощадка. Место между центральной клумбой и дорогой на озеро отведено под фруктовый сад.
Молодежной аллеей в Новотроицке называют территорию, ограниченную улицами Советской, Уральской, Юных Ленинцев и проспектом Комсомольским. Это огромный супердвор - камерное, но насыщенное общественное пространство с водоемом, озеленением, зонами для активного и спокойного отдыха. Здесь уложено покрытие из гранитного щебня и мульчи и обустроено несколько зон: детский уголок, прогулочная зона, территория для выгула собак, скейт-парк с бетонированным рельефом, спортивная площадка с современным резиновым покрытием и оборудованием. Общая площадь благоустроенной территории - 4,2 га.

### Медицина
На территории города функционирует 4 больничных учреждения с числом коек около 1500, 5 амбулаторно-поликлинических учреждений мощностью более 3460 посещений в смену. Здесь работают более 500 врачей и 1,5 тысяч человек среднего медперсонала.

### Спорт
В городе действует 2 стадиона, плавательный бассейн, ледовый дворец.
Футбольный клуб «Носта» играет во втором дивизионе первенства России по футболу (в 2000, 2007—2009 годах играл в Первом дивизионе). В январе 2010 года было заявлено о финансовых проблемах команды. Однако футбольный клуб «Носта» смог сохранить профессиональный статус и начать выступление во втором дивизионе. С 1 октября 2013 г. УК «Металлоинвест» прекращает финансирование клуба и детской спортивной школы. «Носту» спасла администрация города Новотроицк, благодаря этому клуб и футбольная школа смогли продолжить существование.
В городе много спортивных секций: вольная борьба, бокс, плавание, футбол, мини-футбол, баскетбол и т. д., воспитанники которых занимали первые места в международных соревнованиях (Павел Полтавцев).
На Олимпийских играх 2020 года в Токио уроженец Новотроицка Евгений Рылов выиграл два золота в плавании на спине.

## Религия
Православные храмы
- Храм Петра и Павла, возведённый в 1990-е годы

Мечети
- мечеть

Протестантские общины
- два Дома молитвы христиан веры евангельской
- Церковь христиан адвентистов седьмого дня